# Arajik Haroetjoenian

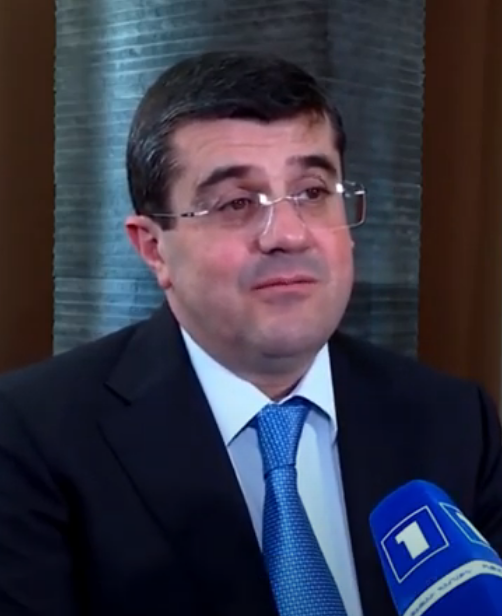
Arajik Haroetjoenian

Arajik Haroetjoenian (Armeens: Արայիկ Հարությունյան) (Stepanakert, 14 december 1973) is een politicus van de voormalige niet-erkende Republiek Nagorno-Karabach. Hij werd in 2023 door de Azerbeidzjaanse autoriteiten gearresteerd en gevangen gezet.

## Carrière
Sinds 2005 was hij de leider van de politieke partij Vrij Vaderland, en tevens parlementslid. Op 14 september 2007 werd hij benoemd tot de premier van de Nagorno-Karabach. Vanwege een grondwetswijziging veranderde zijn functie als premier naar Staatsminister vanaf 25 september 2017. Op 6 juni 2018 nam hij ontslag na dagenlange protesten. 
In mei 2020 won hij de presidentsverkiezingen en hield zijn inauguratieceremonie in Şuşa, in plaats van Stepanakert dat tot dan toe als hoofdstad fungeerde. Hij vaardigde na zijn benoeming als president een decreet uit om het parlement te verplaatsen naar Şuşa. Onder zijn presidentschap opende Azerbeidzjan een oorlog, waarmee een groot deel van Nagorno-Karabach werd heroverd door Azerbeidzjan. 
Op 31 augustus 2023 maakte Haroetjanjan bekend af te treden als president, omdat zijn positie nadelig zou kunnen zijn bij onderhandelingen tussen Armenië en Azerbeidzjan. Hij werd opgevolgd door Samvel Sjahramanjan, die de laatste president van Nagorno-Karabach werd en de ontbinding van de niet-erkende republiek inluidde. 

## Arrestatie
Op 5 oktober 2023 werd bevestigd dat Haroetjoenjan gearresteerd was door de Azerbeidzjaanse autoriteiten. Samen met andere oud-presidenten van Nagorno-Karabach werd hij overgebracht naar een gevangenis in de Azerbeidzjaanse hoofdstad Bakoe. In Azerbeidzjan was er een arrestatiebevel uitgevaardigd tegen Haroetjoenjan vanwege het bestoken van Gəncə met ballistische raketten tijdens de oorlog in 2020, waarbij tientallen burgers om het leven kwamen. Het nieuws van de arrestatie kwam twee weken na de aanval op Nagorno-Karabach, waarmee het resterende deel van Nagorno-Karabach ook onder Azerbeidzjaanse controle kwam te staan.  